# Abbey Simon
Abbey Simon (New York, 8 gennaio 1920 – Ginevra, 18 dicembre 2019) è stato un pianista statunitense.

## Biografia

### Formazione
Simon iniziò a prendere lezioni con David Saperton all'età di cinque anni. All'età di otto anni divenne allievo di Josef Hofmann in una classe del Curtis Institute of Music di Filadelfia nella quale c'erano fra gli altri anche Jorge Bolet e Sidney Foster.
Simon ha preso lezioni di musica anche da Leopold Godowsky e Harold Bauer.
Poco dopo il diploma, debuttò come esecutore presso la Sala Municipale e la Carnegie Hall di New York. È stato il vincitore del Concorso pianistico internazionale di Naumburg del 1940.

### Carriera
Simon è stato acclamato come supervirtuoso ed è riconosciuto come uno dei grandi maestri del pianoforte.
Il critico Richard Dyer del Boston Globe ha scritto: «il recital di Simon ha offerto più di uno sguardo all'epoca d'oro del mitico pianoforte [...] Il suo virtuosismo è caratterizzato non solo dalla velocità, potenza, leggerezza e precisione, ma anche dalla complessa interazione di voci e lambenti colori».
Le sue registrazioni comprendono le opere complete per pianoforte di Rachmaninov, Ravel, Chopin, e la maggior parte delle opere di Brahms e Schumann per l'etichetta discografica Vox Records.
Ha effettuato tournée in Europa, Medio Oriente e nel Pacifico. Si è esibito con la New York Philharmonic, Boston Symphony, Chicago Symphony, Orchestra reale del Concertgebouw e London Symphony Orchestra.
Simon ha tenuto classi avanzate presso la Royal Academy of Music di Londra, Royal Conservatory de L'Aja, e il Conservatorio di Ginevra. Ha insegnato nelle facoltà di Indiana University, Manhattan School of Music, e alla Juilliard School of Music di New York City. I suoi allievi sono stati i pianisti Frederic Chiu, Karen Shaw, John Kamitsuka, Erika Nickrenz, Richard Dowling, Roger Wright, Andrew Cooperstock, David Korevaar, Terence Yung e Martha Argerich.
Simon è stato per lungo tempo membro della giuria del Concorso pianistico internazionale Van Cliburn, del Concorso pianistico internazionale di Ginevra, del Concorso pianistico internazionale di Leeds, del Concorso pianistico internazionale di Sydney e del Concorso Pianistico Internazionale del Sudafrica.
Simon è vissuto a Ginevra e Houston dove è stato docente di pianoforte presso la Scuola di Musica Moores. La sua carriera concertistica, che è proseguita per tutta la sua vita, si è interrotta per un breve periodo quando, all'inizio del 2016, ha subito la frattura del polso e di due dita in seguito ad un incidente d'auto avvenuto ad Houston.
Abbey Simon è morto nella sua casa di Ginevra il 18 dicembre 2019.

## Discografia parziale
- Robert Schumann:
  - Variation ABEGG, Kreisleriana, Arabesque, Kindersenen, DANTE PSG 6949
  - Carnaval, Op. 9 & Fantasia in do magg., Op. 17, VOX ACD 8192
- Franz Liszt:
  - Sei Grandi Studi di Paganini, VOX VU 9004
  - Studio in re bemolle maggiore (Un Sospiro) (HMV)
- Johannes Brahms:
  - Concerto per pianoforte e orchestra No. 1 in re minore (vincitore del premio miglior performance live, Buenos-Aires, dir. Juan-Jose Castro)
  - Variazioni su un tema di Paganini, Op. 35, VOX VU 9004
  - Variazioni e fuga su un tema di Handel, Op. 24 & Variazioni su un tema di Paganini, PHILLIPS A 00195 L
  - Tre pezzi per pianoforte, HMV
  - Sonata in fa minore, Op. 5, HMV
  - Intermezzi, Capricci, Rapsodie e Fantasie, PHILLIPS
- Maurice Ravel:
  - Concerto per pianoforte in sol maggiore, VOX CDX 5031
  - Orchestre de Radio-Luxembourg, Dir. Louis de Froment, Concerto per pianoforte e orchestra in re maggiore per la mano sinistra, VOX CDX 5032
  - Opere complete per pianoforte, VOX CDX 5012
- Fryderyk Chopin:
  - I Quattro Scherzi, VOX VU 9030
  - Le Quattro Ballate, Improvvisi, e Berceuse, VOX VU 9031
  - Le Sonate e Barcarolle, VOX VU 9032
  - Studi Op.10 & 25, VU 9033 VOX
  - I Valzer completi, Fantasie & Variazioni Brillanti, VOX VU 9034
  - Notturni (completo), VOX CDX 5146
  - Preludi, VOX
  - Royal Philharmonic Orchestra, dir. Sir Eugene Goossens, I Concerti per pianoforte e orchestra, HMV, EMI D 13175Z
  - Hamburg Symphony Orchestra, dir. Heribert Beissel, Le opere complete per orchestra, VOX 5002
- Edvard Grieg:
  - Concerto per pianoforte e orchestra in la minore, Op. 16, Phillips
- Felix Mendelssohn:
  - 17 Variations Sérieuses, VOX TVS 34460
- Sergej Rachmaninov:
  - Opere complete per pianoforte, VOX CDX 5008
  - Saint-Saens: Carnevale degli animali, EMI Classics DCL 707202, con Hephzibah Menuhin e la Philharmonia Orchestra, dir. Efrem Kurz
- Ernő Dohnányi:
  - Variations on a Nursery Song, UNESCO classics DCL707202
- Isaac Albéniz-Leopol'd Godovskij:
  - Triana from "Iberia", DANACORD DACOCD 379
- César Franck:
  - Preludio, Corale e Fuga, HMV
- Ludwig van Beethoven:
  - Quintetto per pianoforte e strumenti a fiato, VOX-Turnabout TVC 37004
- Altro:
  - Trascrizioni da Liszt, Rachmaninoff, Godowsky, Chasins, VOX 8204